# Melodifestivalen 2014
Le Melodifestivalen 2014 est le concours de chansons qui permet de sélectionner l'artiste représentant la Suède au Concours Eurovision de la chanson.
Pour la treizième année consécutive, le concours se compose de quatre demi-finale, d'une Seconde chance (Andra Chansen), et d'une finale. Au total, 32 artistes sont répartis sur quatre demi-finale, soit 8 à chaque fois. Pour chacune d'entre elles, les deux artistes ayant obtenu le plus de votes sont qualifiés pour la grande finale. Les chansons qui arrivent en troisième et quatrième place vont à l'épreuve de « Deuxième Chance ». Les derniers sont logiquement éliminés. Pour l'édition de 2014, une nouvelle règle stipule qu'au moins 20 % d'une chanson doit être écrite par une femme.
Le concours est remporté par Sanna Nielsen. Elle a représenté la Suède au Concours Eurovision de la chanson 2014 avec la chanson Undo, avec laquelle elle termine à la troisième place.

## Format

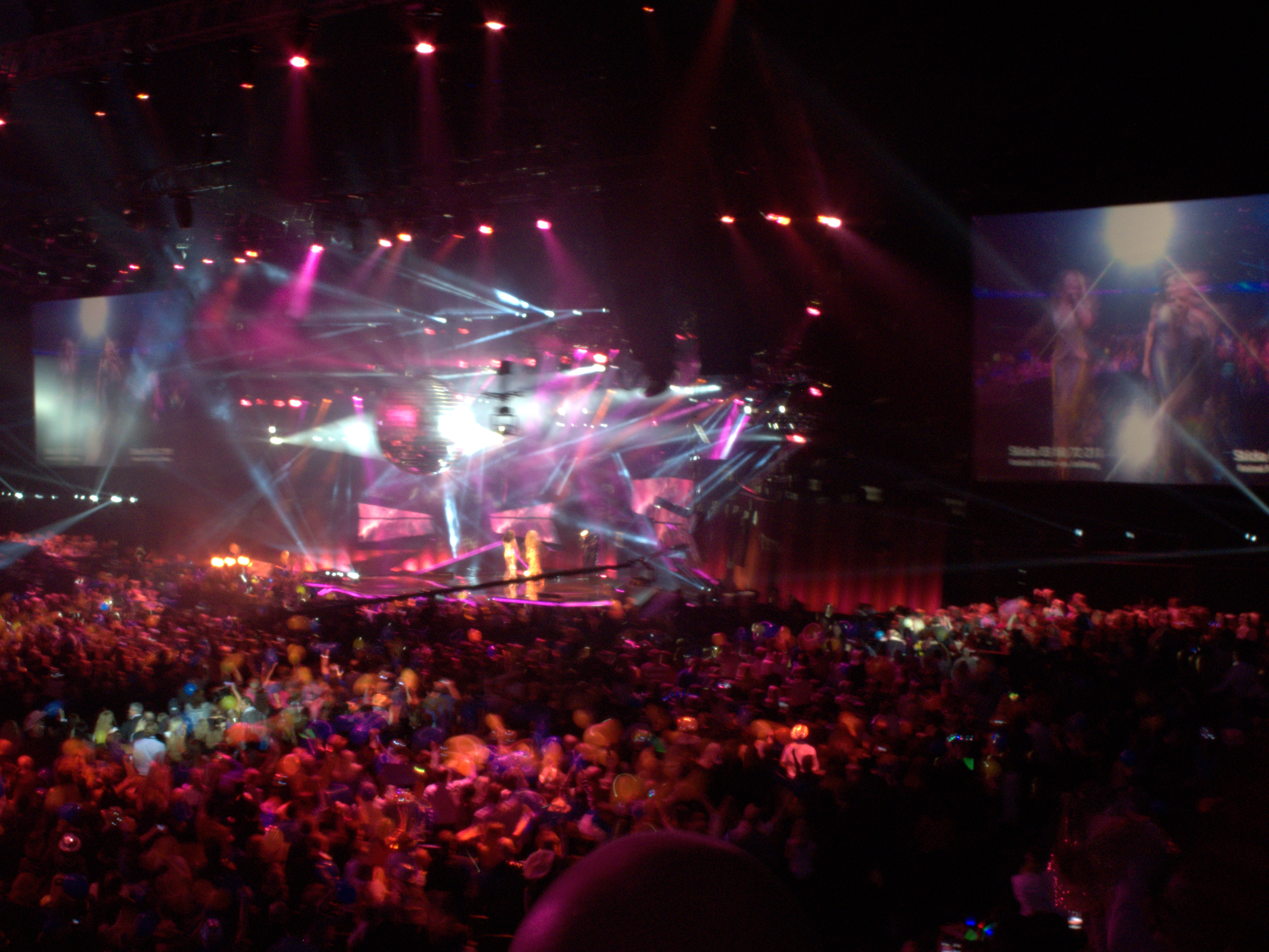
Le groupe Alcazar sur la scène du Melodifestivalen 2014.

Le Melodifestivalen 2014 se déroule sous la forme d'une tournée à travers plusieurs grandes villes de Suède. La première demi-finale est à Malmö le 1er février, la deuxième à Linköping le 8 février, la troisième à Göteborg le 15 février et la quatrième à Örnsköldsvik le 22 février. L'épreuve de Seconde chance se tient à Lidköping le 1er mars. La grande finale est à Stockholm le 8 mars. Yohio sera le premier sur scène pour l'édition 2014.

### Calendrier
| Emission        | Date        | Ville        | Lieu                       |
| --------------- | ----------- | ------------ | -------------------------- |
| 1re demi-finale | 1er février | Malmö        | Malmö Arena                |
| 2e demi-finale  | 8 février   | Linköping    | Cloetta Center             |
| 3e demi-finale  | 15 février  | Göteborg     | Scandinavium               |
| 4e demi-finale  | 22 février  | Örnsköldsvik | Fjällräven Center          |
| Seconde chance  | 1er mars    | Lidköping    | Sparbanken Lidköping Arena |
| Finale          | 8 mars      | Stockholm    | Friends Arena              |

## Demi-finales

### Demi-finale 1
| # | Artiste            | Chanson     | Paroles / Musique                                                   | Votes   | Votes   | Votes   | Place | Résultats       |
| # | Artiste            | Chanson     | Paroles / Musique                                                   | Round 1 | Round 2 | Total   | Place | Résultats       |
| - | ------------------ | ----------- | ------------------------------------------------------------------- | ------- | ------- | ------- | ----- | --------------- |
| 1 | Yohio              | To the End  | Andreas Johnson, Johan Lyander, Peter Kvint, Yohio                  | 55 826  | 61 393  | 117 219 | 1     | Finaliste       |
| 2 | Mahan Moin         | Aleo        | Mahan Moin, Anderz Wrethov                                          | 6 943   | —       | 6 943   | 7     | Éliminé         |
| 3 | Linus Svenning     | Bröder      | Fredrik Kempe                                                       | 29 464  | 31 268  | 60 732  | 4     | Deuxième Chance |
| 4 | Elisa Lindström    | Casanova    | Ingela "Pling" Forsman, Bobby Ljunggren, Jimmy Jansson              | 18 143  | 19 171  | 37 314  | 5     | Éliminé         |
| 5 | Alvaro Estrella    | Bedroom     | Jakke Erixson, Jon Bordon, Loren Francis, Kristofer Östergren       | 14 386  | —       | 14 386  | 6     | Éliminé         |
| 6 | Ellen Benediktson  | Songbird    | Sharon Vaughn, Johan Fransson, Tim Larsson, Tobias Lundgren         | 43 619  | 55 825  | 99 444  | 2     | Finaliste       |
| 7 | Sylvester Schlegel | Bygdens son | Sylvester Schlegel                                                  | 5 934   | —       | 5 934   | 8     | Éliminé         |
| 8 | Helena Paparizou   | Survivor    | Bobby Ljunggren, Henrik Wikström, Karl-Ola Kjellholm, Sharon Vaughn | 32 141  | 38 297  | 70 438  | 3     | Deuxième Chance |

### Demi-finale 2
| # | Artiste             | Chanson              | Paroles / Musique                                                             | Votes   | Votes   | Votes   | Place | Résultats       |
| # | Artiste             | Chanson              | Paroles / Musique                                                             | Round 1 | Round 2 | Total   | Place | Résultats       |
| - | ------------------- | -------------------- | ----------------------------------------------------------------------------- | ------- | ------- | ------- | ----- | --------------- |
| 1 | J.E.M               | Love Trigger         | Thomas G:son, Peter Boström, Julimar "J-Son" Santos                           | 18 790  | 26 872  | 45 662  | 4     | Deuxième Chance |
| 2 | The Refreshments    | Hallelujah           | Joakim Arnell                                                                 | 18 417  | 19 234  | 37 651  | 5     | Éliminé         |
| 3 | Manda               | Glow                 | Joy Deb, Linnea Deb, Melanie Wehbe, Charlie Mason                             | 10 964  | —       | 10 964  | 8     | Éliminé         |
| 4 | Panetoz             | Efter solsken        | Johan Hirvi, Mats Lie Skåre, Nebeyu Baheru, Njol Badjie, Pa Modou Badjie      | 25 986  | 31 415  | 57 401  | 2     | Finaliste       |
| 5 | Pink Pistols        | I Am Somebody        | Joakim Törnqvist, Nestor Geli, Per Ivar Hed, Susie Päivärinta, Tord Bäckström | 11 435  | —       | 11 435  | 7     | Éliminé         |
| 6 | Sanna Nielsen       | Undo                 | Fredrik Kempe, David Kreuger, Hamed "K-One" Pirouzpanah                       | 52 542  | 57 050  | 109 592 | 1     | Finaliste       |
| 7 | Little Great Things | Set Yourself Free    | Charlie Grönvall, Cristoffer Wernqvist, Felix Grönvall, Adam Dahlström        | 15 183  | —       | 15 183  | 6     | Éliminé         |
| 8 | Martin Stenmarck    | När änglarna går hem | Andreas Öhrn, Alexander Bard, Martin Stenmarck, Peter Boström                 | 20 981  | 30 916  | 51 897  | 3     | Deuxième Chance |

### Demi-finale 3
| # | Artiste                     | Chanson            | Paroles / Musique                                                   | Votes   | Votes   | Votes  | Place | Résultats       |
| # | Artiste                     | Chanson            | Paroles / Musique                                                   | Round 1 | Round 2 | Total  | Place | Résultats       |
| - | --------------------------- | ------------------ | ------------------------------------------------------------------- | ------- | ------- | ------ | ----- | --------------- |
| 1 | Outtrigger                  | Echo               | Joy Deb, Linnéa Deb, Anton Malmberg Hård af Segerstad, Outtrigger   | 18 713  | 19 873  | 38 586 | 4     | Deuxième Chance |
| 2 | EKO                         | Red                | Joy Deb, Linnéa Deb, Anna Lidman, Hannes Lundberg, Michael Ottosson | 9 053   | —       | 9 053  | 8     | Éliminé         |
| 3 | Oscar Zia                   | Yes We Can         | Fredrik Kempe, David Kreuger, Hamed "K-One" Pirouzpanah             | 29 790  | 30 945  | 60 735 | 1     | Finaliste       |
| 4 | Shirley Clamp               | Burning Alive      | Bobby Ljunggren, Marcos Ubeda, Sharon Vaughn, Henrik Wikström       | 12 617  | —       | 12 617 | 6     | Éliminé         |
| 5 | State of Drama              | All We Are         | Göran Werner, Sanken Sandqvist, Emil Gullhamn, Sebastian Hallifax   | 24 262  | 18 581  | 42 843 | 3     | Deuxième Chance |
| 6 | CajsaStina Åkerström        | En enkel sång      | CajsaStina Åkerström                                                | 10 789  | —       | 10 789 | 7     | Éliminé         |
| 7 | Ace Wilder                  | Busy Doin' Nothin' | Ace Wilder, Joy Deb, Linnéa Deb                                     | 19 105  | 24 599  | 43 704 | 2     | Finaliste       |
| 8 | Dr. Alban & Jessica Folcker | Around the World   | Dr. Alban, Jakke Erixson, Karl-Ola Kjellholm                        | 18 041  | 19 689  | 37 730 | 5     | Éliminé         |

### Demi-finale 4
| # | Artiste         | Chanson               | Paroles / Musique                                                                              | Votes   | Votes   | Votes  | Place | Résultats       |
| # | Artiste         | Chanson               | Paroles / Musique                                                                              | Round 1 | Round 2 | Total  | Place | Résultats       |
| - | --------------- | --------------------- | ---------------------------------------------------------------------------------------------- | ------- | ------- | ------ | ----- | --------------- |
| 1 | Alcazar         | Blame It on the Disco | Fredrik Kempe, David Kreuger, Hamid "K-One" Pirouzpanah                                        | 42 061  | 55 392  | 97 453 | 1     | Finaliste       |
| 2 | I.D.A           | Fight Me If You Dare  | Albin Nicklasson, Nicklas Laine, Louise Frick Sveen                                            | 10 578  | —       | 10 578 | 6     | Éliminé         |
| 3 | Janet Leon      | Hollow                | Karl-Ola Kjellholm, Jimmy Jansson, Louise Winter                                               | 8 307   | —       | 8 307  | 8     | Éliminé         |
| 4 | Ammotrack       | Raise Your Hands      | Jari Kujansuu, Thomas Johansson, Calle Kindbom, Mikael de Bruin                                | 20 425  | 21 202  | 41 627 | 4     | Deuxième Chance |
| 5 | Josef Johansson | Hela natten           | Peter Boström, Thomas G:son, Josef Johansson, Peo Thyrén                                       | 9 953   | —       | 9 953  | 7     | Éliminé         |
| 6 | Linda Bengtzing | Ta mig                | Nicke Borg, Jojo Borg Larsson                                                                  | 15 239  | 15 861  | 31 100 | 5     | Éliminé         |
| 7 | Ellinore Holmer | En himmelsk sång      | Ellinore Holmer, Vanna Rosenberg, Åsa Schmalenbach, Josefina Sanner, Henrik Wikström, Amir Aly | 21 411  | 24 465  | 45 876 | 3     | Deuxième Chance |
| 8 | Anton Ewald     | Natural               | John Lundvik                                                                                   | 39 105  | 32 570  | 71 675 | 2     | Finaliste       |

## Seconde Chance
L'Andra Chansen (Seconde Chance en français) se déroule le 1er mars à la Sparbanken Lidköping Arena de Lidköping.
| Duel | Artiste          | Chanson              | Télévote | Résultat  |
| ---- | ---------------- | -------------------- | -------- | --------- |
| I    | Outtrigger       | Echo                 | 51 627   | Éliminés  |
| I    | Helena Paparizou | Survivor             | 123 859  | Qualifiée |
| II   | Linus Svenning   | Bröder               | 77 706   | Qualifié  |
| II   | Martin Stenmarck | När änglarna går hem | 71 844   | Éliminé   |

## Finale

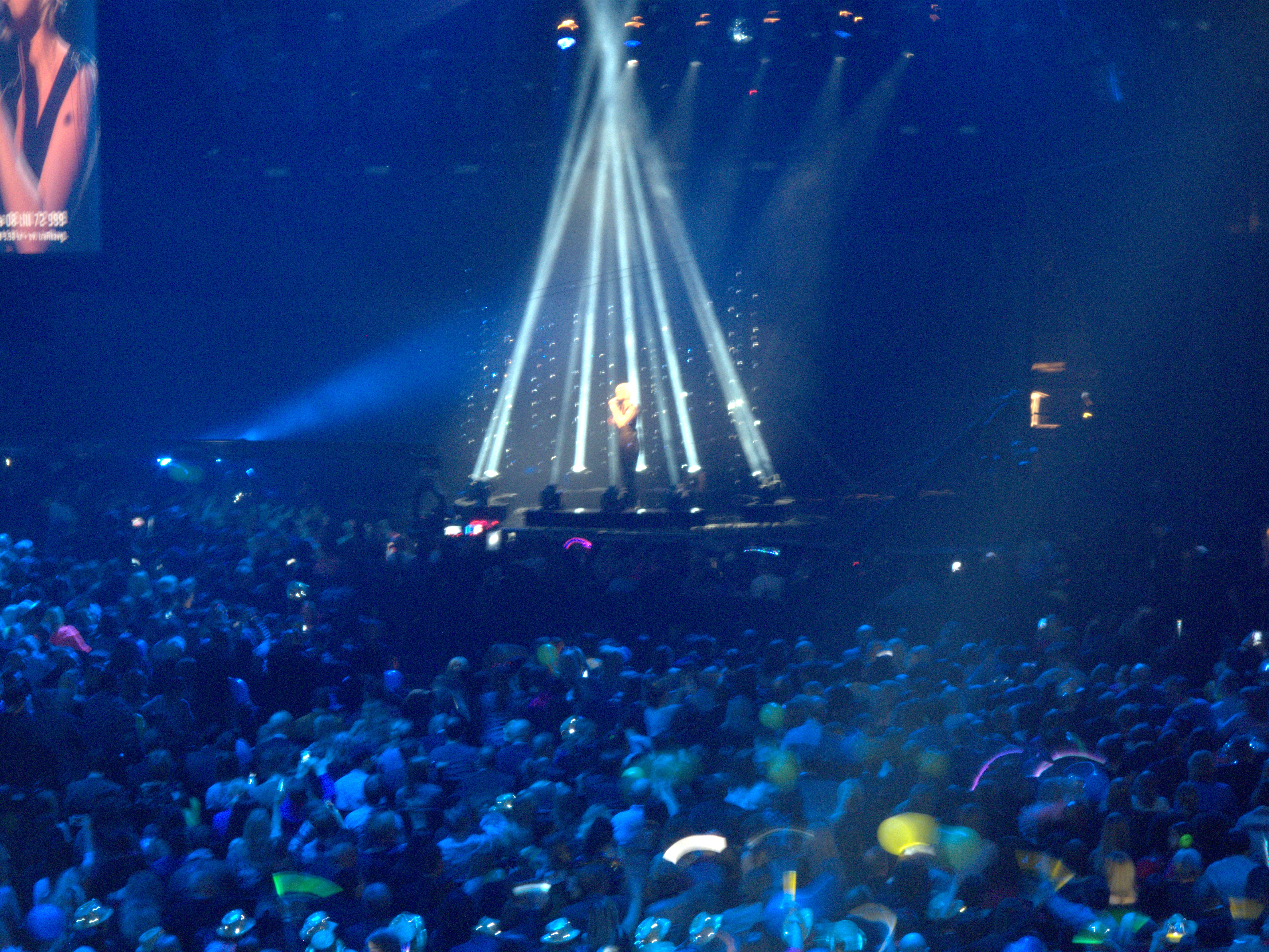
Sanna Nielsen interprétant Undo.

La finale du Melodifestivalen 2014 se déroule le 8 mars 2014 à la Friends Arena de Stockholm. Les 10 chansons qui ont été qualifiées lors des demi-finales et de l'épreuve de "Deuxième Chance" s'affronteront.
| #  | Artiste           | Chanson               | Paroles / Musique                                                        |
| -- | ----------------- | --------------------- | ------------------------------------------------------------------------ |
| 1  | Anton Ewald       | Natural               | John Lundvik                                                             |
| 2  | Ellen Benediktson | Songbird              | Sharon Vaughn, Johan Fransson, Tim Larsson, Tobias Lundgren              |
| 3  | Alcazar           | Blame It on the Disco | Fredrik Kempe, David Kreuger, Hamid "K-One" Pirouzpanah                  |
| 4  | Oscar Zia         | Yes We Can            | Fredrik Kempe, David Kreuger, Hamed "K-One" Pirouzpanah                  |
| 5  | Linus Svenning    | Bröder                | Fredrik Kempe                                                            |
| 6  | Helena Paparizou  | Survivor              | Bobby Ljunggren, Henrik Wikström, Karl-Ola Kjellholm, Sharon Vaughn      |
| 7  | Yohio             | To the End            | Andreas Johnson, Johan Lyander, Peter Kvint, Yohio                       |
| 8  | Sanna Nielsen     | Undo                  | Fredrik Kempe, David Kreuger, Hamed "K-One" Pirouzpanah                  |
| 9  | Panetoz           | Efter solsken         | Johan Hirvi, Mats Lie Skåre, Nebeyu Baheru, Njol Badjie, Pa Modou Badjie |
| 10 | Ace Wilder        | Busy Doin' Nothin'    | Ace Wilder, Joy Deb, Linnéa Deb                                          |

### Points et classement
| N° | Chanson               | Italie | Allemagne | Israël | France | Pays-Bas | Malte | Russie | Royaume-Uni | Estonie | Espagne | Danemark | Points du Jury | Téléphone et SMS | Téléphone et SMS | Téléphone et SMS | Total | Place |
| N° | Chanson               | Italie | Allemagne | Israël | France | Pays-Bas | Malte | Russie | Royaume-Uni | Estonie | Espagne | Danemark | Points du Jury | Nombre           | Pourcentage      | Points           | Total | Place |
| -- | --------------------- | ------ | --------- | ------ | ------ | -------- | ----- | ------ | ----------- | ------- | ------- | -------- | -------------- | ---------------- | ---------------- | ---------------- | ----- | ----- |
| 1  | Natural               | -      | -         | 1      | -      | -        | 2     | -      | -           | -       | 1       | -        | 4              | 35 770           | 3,0 %            | 14               | 18    | 10    |
| 2  | Songbird              | 6      | 4         | -      | 1      | 10       | -     | 2      | 2           | 4       | 2       | -        | 31             | 76 311           | 6,4 %            | 30               | 61    | 7     |
| 3  | Blame It on the Disco | 10     | 8         | 8      | 12     | 6        | 6     | -      | 12          | -       | -       | -        | 62             | 120 428          | 10,1 %           | 48               | 110   | 3     |
| 4  | Yes We Can            | 4      | 1         | -      | -      | -        | 8     | 4      | 8           | -       | 6       | 1        | 32             | 52 464           | 4,4 %            | 21               | 53    | 8     |
| 5  | Bröder                | -      | 12        | 2      | 6      | 1        | -     | 10     | 1           | 12      | -       | 2        | 46             | 94 196           | 7,9 %            | 37               | 83    | 5     |
| 6  | Survivor              | 2      | 6         | 6      | 4      | 2        | 12    | 1      | 4           | 2       | 10      | 8        | 57             | 66 772           | 5,6 %            | 27               | 84    | 4     |
| 7  | To the End            | 1      | -         | 4      | 2      | -        | 4     | 6      | -           | 8       | 4       | 10       | 39             | 109 697          | 9,2 %            | 43               | 82    | 6     |
| 8  | Undo                  | 8      | 10        | 10     | 10     | 4        | 10    | 8      | 6           | 6       | 12      | 6        | 90             | 307 629          | 25,8 %           | 122              | 212   | 1     |
| 9  | Efter solsken         | -      | 2         | -      | -      | 8        | -     | -      | -           | 1       | -       | 4        | 15             | 45 310           | 3,8 %            | 18               | 33    | 9     |
| 10 | Busy Doin' Nothin'    | 12     | -         | 12     | 8      | 12       | 1     | 12     | 10          | 10      | 8       | 12       | 97             | 283 782          | 23,8 %           | 113              | 210   | 2     |

## Audience et nombre de votants
| Show            | Date             | Téléspectateurs | Votes     |
| --------------- | ---------------- | --------------- | --------- |
| Demi-finale 1   | 1er février 2014 | 3 364 000       | 415 421   |
| Demi-finale 2   | 8 février 2014   | 3 070 000       | 342 567   |
| Demi-finale 3   | 15 février 2014  | 3 020 000       | 258 030   |
| Demi-finale 4   | 22 février 2014  | 3 130 000       | 318 155   |
| Deuxième Chance | 1er mars 2014    | 3 165 000       | 746 752   |
| Finale          | 8 mars 2014      | 3 302 000       | 1 192 360 |

## À l'Eurovision
La Suède a participé à la première demi-finale du Concours Eurovision de la chanson 2014, le 6 mai 2014. Y terminant 2e avec 131 points, le pays se qualifie pour la finale, où il arrive finalement 3e avec un total de 218 points.